# 「劇場版ポケットモンスター ココ」テーマソング集
『「劇場版ポケットモンスター ココ」テーマソング集』（げきじょうばんポケットモンスター ココ テーマソウンしゅう）は、アニメ映画『劇場版ポケットモンスター ココ』のテーマソングを収録した、岡崎体育のコンピレーション・アルバム。2020年12月23日にSME Records（ソニー・ミュージックレーベルズ）より発売された。

## 概要
通常盤（SECL-2582）とDVD付きの初回生産限定盤（SECL-2580/1）の2形態で発売。2019年1月発売の『SAITAMA』以来約2年ぶりのアルバムとなる。テーマソング全6曲のほか、テレビアニメ『ポケットモンスター サン&ムーン』の主題歌4曲がボーナストラックとして収録されている。
『ココ』では、単独のアーティストによる複数楽曲が本編に使用されるという『劇場版ポケットモンスター』シリーズ初の試みを行っており、テレビアニメ『サン&ムーン』でも主題歌を担当した岡崎が担当することになった。
岡崎は脚本の前段階から映画の打ち合わせに参加し、楽曲制作を行った。各テーマ曲では、曲に合わせて異なるゲストボーカルを起用している。

## 楽曲解説
掟の歌 featuring vocal SiNRiN（岡崎体育&SiM）
映画冒頭のシーンで使用。劇中に登場する"オコヤの森"に伝わる掟を歌った楽曲で、監督の矢嶋哲生が作詞を担当。ハカのような一体感と力強さを表すため、力強いメンバーとしてSiMにオファーを行った。岡崎を含めた5人の声を3層ほど重ねて作られており、音の厚さがザルードを印象付ける曲となっている。
また、CD未収録の別バージョンも、映画本編では使用されている。
ココ featuring vocal Beverly
オープニングテーマとして使用。監督の矢嶋は当初「ポケモンが人間の子供を育てる苦悩や戸惑い」を表現してほしいと頼んでいたが、岡崎は疾走感を表現したいと考え、疾走感のある曲が出来上がった。森を擬人化したような神々しい歌であることから、実力のあるBeverlyをゲストボーカルに迎えることにした。
Show Window
岡崎自らが歌唱する楽曲。初めて見るものや初めて行く場所に対するワクワクする気持ちや、おもちゃ箱をひっくり返したような世界観を表現している、アップテンポな曲になっている。映画の途中で使用されるため、気持ちが切り替わるような役割も持っているという。
森のハミング featuring vocal 東京都日野市立七生緑小学校合唱団
劇伴のように使用される、歌詞の無い楽曲。「森の精霊たちが歌うようなイメージ」であるため、合唱団に頼むことになった。
曲が一度完成した後、映画の展開に合わせて楽曲が40秒追加された。
ふしぎなふしぎな生きもの featuring vocal トータス松本
メインテーマとして使用。矢嶋からは「全国の父ちゃんを泣かせたい」という要望がなされており、親子をテーマにした楽曲を書くにあたり、「真っ先に浮かんだ"理想の父親像"」だったためトータス松本がゲストボーカルを担当している。岡崎自身は結婚しておらず子供もいないため、周りの子供がいる友人に話を聞いて作ったという。
ただいまとおかえり featuring vocal 木村カエラ
エンディングテーマとして使用。「ふしぎなふしぎな生きもの」との対比として、母性をテーマに作曲されている。岡崎は、ボーカルを担当した木村カエラは「いろんな母性を兼ね備え」ていると語っている。
矢嶋からの要望はほとんどなく、岡崎が自由に制作した。

## 収録曲
| 全作曲: 岡崎体育。 |                                                                                   |           |            |                          |      |
| #                  | タイトル                                                                          | 作詞      | 作曲・編曲 | 編曲                     | 時間 |
| 1.                 | 「掟の歌 featuring vocal SiNRiN（岡崎体育&SiM）」                                 | 矢嶋哲生  | 岡崎体育   | 岡崎体育                 | 1:03 |
| 2.                 | 「ココ featuring vocal Beverly」                                                  | 岡崎体育  | 岡崎体育   | 澤野弘之                 | 4:54 |
| 3.                 | 「Show Window」                                                                   | 岡崎体育  | 岡崎体育   | 岡崎体育、シライシ紗トリ | 3:42 |
| 4.                 | 「森のハミング featuring vocal 東京都日野市立七生緑小学校合唱団」                 |           | 岡崎体育   | 本間昭光、会原実希       | 2:50 |
| 5.                 | 「ふしぎなふしぎな生きもの featuring vocal トータス松本」                         | 岡崎体育  | 岡崎体育   | 野村陽一郎               | 4:48 |
| 6.                 | 「ただいまとおかえり featuring vocal 木村カエラ」                                 | 岡崎体育  | 岡崎体育   | 野村陽一郎               | 4:39 |
| 7.                 | 「ポーズ」(ボーナストラック)                                                      | 岡崎体育  | 岡崎体育   | 岡崎体育                 | 3:53 |
| 8.                 | 「ジャリボーイ・ジャリガール」(ボーナストラック)                                  | 岡崎体育  | 岡崎体育   | シライシ紗トリ           | 4:04 |
| 9.                 | 「キミの冒険」(ボーナストラック)                                                  | 岡崎体育  | 岡崎体育   | 野村陽一郎               | 4:14 |
| 10.                | 「心のノート featuring vocal 東京都日野市立七生緑小学校合唱団」(ボーナストラック) | 岡崎体育  | 岡崎体育   | 本間昭光                 | 5:10 |
| 合計時間:          | 合計時間:                                                                         | 合計時間: | 合計時間:  | 39:17                    |      |

| #  | タイトル | 作詞 | 作曲・編曲 |
| -- | --- | ---- | ---------- |
| 1. | 「「劇場版ポケットモンスター ココ」予告編123」 |      |            |
| 2. | 「ふしぎなふしぎな生きもの」(ショートムービー) |      |            |
| 3. | 「「ポーズ」ver.1, ver.2「ジャリボーイ・ジャリガール」ver.1, ver.2「キミの冒険」「心のノート」」(テレビアニメ『ポケットモンスター サン&ムーン』ノンクレジット映像) |      |            |
| 4. | 「心のノート」(ミュージックビデオ) |      |            |
| 5. | 「心のノート」(メイキング映像) |      |            |